# Albert Delloux
 Albert Charles Delloux , né et mort à Reims, est un peintre et vitrailliste français qui a exercé son art à Reims en succédant à la Maison Vermonet.

## Biographie
Albert Charles Delloux est né le 9 mai 1866 à Reims.
Il est le fils de Charles Louis Delloux, cabaretier, et de Hyacinthe Pécheux.
Il se marie à Reims le 08 octobre 1888 avec Blanche Philomène Drouart avec qui il aura trois enfants.
Il commence son activité à Reims en 1914.
En 1920, Albert Delloux succède à la maison Vermonet implantée à Reims.
Il est décédé à Reims le 8 juillet 1951.

## Œuvres
- Église Saint-Victor à Autrecourt-et-Pourron : Ensemble de 8 verrières à personnages et verrière historiées (baies 5, 6, 7, 8, 11, 12, 15, 16) 1910, (Dossier IM08001787)[1].
- Église Saint-Remi de Haraucourt (Ardennes) : Ensemble de 2 verrières historiées (baies 3, 4) 1933: Visitation ; Présentation au Temple (Dossier IM08010302)
- Collégiale Saint-Vivent de Braux à Bogny-sur-Meuse : Ensemble de 6 verrières géométriques (baies 15, 17, 19, 20, 22, 24), (Dossier IM08008435)[2].
- Église Saint-Georges de Jonchery-sur-Vesle : Ensemble des verrières du chœur (baies n°1 et 2), 1925, (Dossier IM51003179)[3].
- Église Saint-Martin à Clèdes : Ensemble des 6 verrières décoratives de la nef (baies 5 à 10), (Dossier IM40008230)[4].
- Église Saint-Éloi-des-fonderies de Vivier-au-Court : baie 14, Apparition de l'Immaculée Conception à sainte Bernadette, réalisée en 1922 (Dossier IM08005753)[5].
- Église Saint-Étienne à Lézinnes : vitrail de type sacrificiel.
- Église Saint-Blaise à Leffincourt : baie 10, réalisée en 1926 (dossier Dossier IM08005616)[6]